# Cinquième circonscription de Paris de 1988 à 2012
Pour les articles homonymes, voir Cinquième circonscription de Paris de 1958 à 1986 et Cinquième circonscription de Paris depuis 2012.
La cinquième circonscription de Paris est l'une des 21 circonscriptions électorales françaises que compte le département de Paris (75) situé en région Île-de-France de 1986 à 2010. D'après les chiffres de l'Institut National de la Statistique et des Études Économiques (INSEE) de 1999, la population de cette circonscription est estimée à 89 685 habitants.

## Délimitation de la circonscription
Entre 1988, année des premières élections après le rétablissement du scrutin uninominal majoritaire par circonscription, et le redécoupage des circonscriptions réalisé en 2010, la circonscription se confond exactement avec le 10e arrondissement.
Cette délimitation s'applique donc aux IXe, Xe, XIe, XIIe et XIIIe législatures de la Cinquième République française.
Cette cinquième circonscription de Paris correspond à la huitième circonscription de la période 1958-1986, qui recouvrait aussi l'intégralité du 10e arrondissement.
En 2012, cette circonscription est intégrée à la nouvelle cinquième circonscription.

## Liste des députés

### Députés de 1988 à 2012
Après les élections du 16 mars 1986, le nouveau premier ministre Jacques Chirac rétablissait le scrutin majoritaire à deux tours. Le nombre de députés était maintenu à 21 et les circonscriptions électorales antérieures étaient donc ramenées de 31 à 21. L'ancienne huitième circonscription (le 10e arrondissement de Paris) a changé de numérotation pour former la nouvelle quatrième circonscription.
| Législature | Début de mandat | Fin de mandat  | Député élu           |  | Parti politique | Observations                                                  |
| ----------- | --------------- | -------------- | -------------------- |  | --------------- | ------------------------------------------------------------- |
| IXe         | 23 juin 1988    | 1er avril 1993 | Claude-Gérard Marcus |  | RPR             |                                                               |
| Xe          | 2 avril 1993    | 21 avril 1997  | Claude-Gérard Marcus |  | RPR             | mandat écourté à la suite d'une dissolution de Jacques Chirac |
| XIe         | 12 juin 1997    | 18 juin 2002   | Tony Dreyfus         |  | PS              |                                                               |
| XIIe        | 19 juin 2002    | 25 juin 2007   | Tony Dreyfus         |  | PS              |                                                               |
| XIIIe       | 26 juin 2007    | 19 juin 2012   | Tony Dreyfus         |  | PS              |                                                               |

## Résultats électoraux

### Élections législatives de 1988
| Candidat                                | Candidat                           | Parti          | Premier tour | Premier tour | Second tour | Second tour |  |
| Candidat                                | Candidat                           | Parti          | Voix         | %            | Voix        | %           |  |
| --------------------------------------- | ---------------------------------- | -------------- | ------------ | ------------ | ----------- | ----------- |  |
|                                         | Claude-Gérard Marcus sortant réélu | RPR (URC)      | 12 448       | 45,15        | 15 945      | 54,38       |  |
|                                         | Gilles Martinet                    | PS             | 9 618        | 34,89        | 13 374      | 45,62       |  |
|                                         | Jean-Claude Varanne                | FN             | 3 276        | 11,88        |             |             |  |
|                                         | Alain Lhostis                      | PCF            | 1 922        | 6,97         |             |             |  |
|                                         | Valéry Le Douguet                  | Divers droite  | 198          | 0,71         |             |             |  |
|                                         | Christiane Bellami                 | Divers         | 91           | 0,33         |             |             |  |
|                                         | Christine Pascaud                  | Divers droite  | 18           | 0,06         |             |             |  |
|                                         |                                    |                |              |              |             |             |  |
| Inscrits                                | Inscrits                           | Inscrits       | 48 183       | 100,00       | 48 183      | 100,00      |  |
| Abstentions                             | Abstentions                        | Abstentions    | 20 336       | 42,21        | 18 311      | 38          |  |
| Votants                                 | Votants                            | Votants        | 27 847       | 57,79        | 29 872      | 62          |  |
| Blancs et nuls                          | Blancs et nuls                     | Blancs et nuls | 277          | 0,99         | 553         | 1,85        |  |
| Exprimés                                | Exprimés                           | Exprimés       | 27 570       | 99,01        | 29 319      | 98,15       |  |
| Source : Le Monde des 7 et 14 juin 1988 |                                    |                |              |              |             |             |  |

Le suppléant de Claude-Gérard Marcus était Claude Challal, publiciste, Conseiller de Paris, Premier adjoint au maire du 10ème arrondissement.

### Élections législatives de 1993
| Candidat              | Candidat                           | Parti          | Premier tour | Premier tour | Second tour | Second tour |  |
| Candidat              | Candidat                           | Parti          | Voix         | %            | Voix        | %           |  |
| --------------------- | ---------------------------------- | -------------- | ------------ | ------------ | ----------- | ----------- |  |
|                       | Claude-Gérard Marcus sortant réélu | RPR (UPF)      | 10 913       | 41,71        | 13 690      | 57,83       |  |
|                       | Michel Roussel                     | PS (ADFP)      | 4 922        | 18,81        | 9 981       | 42,17       |  |
|                       | Françoise Monestier                | FN             | 3 456        | 13,20        |             |             |  |
|                       | Évelyn Ferreira                    | Les Verts (EÉ) | 2 550        | 9,74         |             |             |  |
|                       | Alain Lhostis                      | PCF            | 1 911        | 7,30         |             |             |  |
|                       | Chantal Cauquil                    | LO             | 652          | 2,49         |             |             |  |
|                       | Alexis Manaranche                  | MDC            | 496          | 1,89         |             |             |  |
|                       | Albert Naim                        | LT-LNÉ         | 342          | 1,30         |             |             |  |
|                       | Anne-Marie Faure                   | UÉD            | 242          | 0,92         |             |             |  |
|                       | Maurice Rubin                      | MDR            | 231          | 0,88         |             |             |  |
|                       | Mauricette Segaud                  | RDRP           | 196          | 0,74         |             |             |  |
|                       | Emmanuel Schor                     | Divers droite  | 174          | 0,66         |             |             |  |
|                       | Jean-Pierre Ravier                 | MDD            | 78           | 0,29         |             |             |  |
|                       |                                    |                |              |              |             |             |  |
| Inscrits              | Inscrits                           | Inscrits       | 42 679       | 100,00       | 42 679      | 100,00      |  |
| Abstentions           | Abstentions                        | Abstentions    | 15 678       | 36,73        | 17 246      | 40,41       |  |
| Votants               | Votants                            | Votants        | 27 001       | 63,27        | 25 433      | 59,59       |  |
| Blancs et nuls        | Blancs et nuls                     | Blancs et nuls | 838          | 3,1          | 1 762       | 6,93        |  |
| Exprimés              | Exprimés                           | Exprimés       | 26 163       | 96,9         | 23 671      | 93,07       |  |
| Source : Data.gouv.fr |                                    |                |              |              |             |             |  |

Le suppléant de Claude-Gérard Marcus était Claude Challal.

### Élections législatives de 1997
| Candidat       | Candidat                     | Parti          | Premier tour | Premier tour | Second tour | Second tour |  |
| Candidat       | Candidat                     | Parti          | Voix         | %            | Voix        | %           |  |
| -------------- | ---------------------------- | -------------- | ------------ | ------------ | ----------- | ----------- |  |
|                | Claude-Gérard Marcus sortant | RPR            | 7 534        | 31,07        | 11 942      | 46,45       |  |
|                | Tony Dreyfus élu             | PS             | 7 197        | 29,68        | 13 767      | 53,55       |  |
|                | Françoise Monestier          | FN             | 2 822        | 11,64        |             |             |  |
|                | Dominique Léonard            | PCF            | 1 610        | 6,64         |             |             |  |
|                | Véronique Dubarry            | Les Verts      | 1 308        | 5,39         |             |             |  |
|                | Chantal Cauquil              | LO             | 743          | 3,06         |             |             |  |
|                | Sylvie Scherer               | SÉGA           | 518          | 2,14         |             |             |  |
|                | Bernard Quesson              | LDI (CNIP)     | 463          | 1,91         |             |             |  |
|                | Jean-Marc Maldonado          | MDC            | 453          | 1,87         |             |             |  |
|                | Dorine Barbey                | GÉ             | 437          | 1,8          |             |             |  |
|                | Pierre Larrouturou           | US4J           | 352          | 1,45         |             |             |  |
|                | Michel Payoux                | Divers         | 142          | 0,59         |             |             |  |
|                | Hélène Mariner               | LT-LNÉ         | 115          | 0,47         |             |             |  |
|                | Pascal Picco                 | PT             | 109          | 0,45         |             |             |  |
|                | Khaldoun Hamade              | MDR            | 109          | 0,45         |             |             |  |
|                | Christine Chauvin            | IR             | 103          | 0,42         |             |             |  |
|                | Arnaud Hautbois              | Extrême droite | 100          | 0,41         |             |             |  |
|                | Dominique Boussac            | Divers         | 64           | 0,26         |             |             |  |
|                | Patrick Schemla              | MDR            | 63           | 0,26         |             |             |  |
|                | Thierry Vincent              | Divers droite  | 8            | 0,03         |             |             |  |
|                |                              |                |              |              |             |             |  |
| Inscrits       | Inscrits                     | Inscrits       | 40 597       | 100,00       | 40 597      | 100,00      |  |
| Abstentions    | Abstentions                  | Abstentions    | 15 680       | 38,62        | 13 803      | 34          |  |
| Votants        | Votants                      | Votants        | 24 917       | 61,38        | 26 794      | 66          |  |
| Blancs et nuls | Blancs et nuls               | Blancs et nuls | 667          | 2,68         | 1 085       | 4,05        |  |
| Exprimés       | Exprimés                     | Exprimés       | 24 250       | 97,32        | 25 709      | 95,95       |  |

Le suppléant de Tony Dreyfus était Michel Ottaway, attaché d'administration centrale, premier adjoint au maire du 10ème arrondissement.

### Élections législatives de 2002
| Candidat       | Candidat                     | Parti            | Premier tour | Premier tour | Second tour | Second tour |  |
| Candidat       | Candidat                     | Parti            | Voix         | %            | Voix        | %           |  |
| -------------- | ---------------------------- | ---------------- | ------------ | ------------ | ----------- | ----------- |  |
|                | Tony Dreyfus sortant réélu   | PS (PRG)         | 10 357       | 37,1         | 15 166      | 59,83       |  |
|                | Cécile Renson                | UMP              | 6 559        | 23,5         | 10 132      | 36,81       |  |
|                | Bernard Maris                | Les Verts        | 2 994        | 10,73        |             |             |  |
|                | René Le Goff                 | UDF              | 2 530        | 9,06         |             |             |  |
|                | Claude Raud                  | FN               | 1 697        | 6,08         |             |             |  |
|                | Sylvie Scherer               | PCF              | 1 000        | 3,58         |             |             |  |
|                | Christian Picquet            | LCR              | 520          | 1,86         |             |             |  |
|                | Pierre Larrouturou           | ND               | 460          | 1,65         |             |             |  |
|                | Marc Espié                   | Pôle républicain | 429          | 1,54         |             |             |  |
|                | Nicole Saint-Laurent         | Cap21            | 286          | 1,02         |             |             |  |
|                | Marie-Hélène Bry             | RPF              | 220          | 0,79         |             |             |  |
|                | Gérard Bardier               | ÉD               | 205          | 0,73         |             |             |  |
|                | Chantal Cauquil              | LO               | 167          | 0,6          |             |             |  |
|                | Claude Defrance              | MNR              | 162          | 0,58         |             |             |  |
|                | Philippe Tour                | PT               | 92           | 0,33         |             |             |  |
|                | Jean-Baptiste Charles-Sicard | GÉ               | 75           | 0,27         |             |             |  |
|                | Christophe Nouri             | Divers gauche    | 48           | 0,17         |             |             |  |
|                | Monique Bernardon-Fontaine   | Divers           | 33           | 0,12         |             |             |  |
|                | Patricia Ruyer               | CPNT             | 27           | 0,1          |             |             |  |
|                | Geneviève Pastre             | Divers           | 27           | 0,1          |             |             |  |
|                | Autres candidats             | Divers           | 27           | 0,1          |             |             |  |
|                |                              |                  |              |              |             |             |  |
| Inscrits       | Inscrits                     | Inscrits         | 41 024       | 100,00       | 41 014      | 100,00      |  |
| Abstentions    | Abstentions                  | Abstentions      | 12 801       | 31,2         | 14 893      | 36,31       |  |
| Votants        | Votants                      | Votants          | 28 223       | 68,8         | 26 121      | 63,69       |  |
| Blancs et nuls | Blancs et nuls               | Blancs et nuls   | 308          | 1,09         | 773         | 2,96        |  |
| Exprimés       | Exprimés                     | Exprimés         | 27 915       | 98,91        | 25 348      | 97,04       |  |

La suppléante de Tony Dreyfus était Alexandra Cordebard, cadre, habitant dans le 10ème arrondissement de Paris.

### Élections législatives de 2007
| Candidat                                                      | Candidat                   | Parti                      | Premier tour | Premier tour | Second tour | Second tour |
| Candidat                                                      | Candidat                   | Parti                      | Voix         | %            | Voix        | %           |
| ------------------------------------------------------------- | -------------------------- | -------------------------- | ------------ | ------------ | ----------- | ----------- |
|                                                               | Tony Dreyfus sortant réélu | PS                         | 10 865       | 36,31        | 17 391      | 63,19       |
|                                                               | Lynda Asmani               | UMP                        | 8 667        | 28,97        | 10 132      | 36,81       |
|                                                               | Sophie Dion                | UDF–MoDem                  | 3 593        | 12,01        |             |             |
|                                                               | Véronique Dubarry          | Les Verts                  | 2 304        | 7,70         |             |             |
|                                                               | Sylvie Scherer             | PCF                        | 1 314        | 4,39         |             |             |
|                                                               | Dominique Angelini         | Extrême gauche (LCR)       | 1 032        | 3,45         |             |             |
|                                                               | Marie-Claire de la Sayette | FN                         | 759          | 2,54         |             |             |
|                                                               | Sabine Lasnier             | Extrême gauche (SÉGA)      | 362          | 1,21         |             |             |
|                                                               | Camille Cabral             | Divers                     | 232          | 0,78         |             |             |
|                                                               | Guillaume Bidou            | Divers écologiste (LT-LNÉ) | 207          | 0,69         |             |             |
|                                                               | Marie-Thérèse Draillard    | Divers (LFA)               | 174          | 0,58         |             |             |
|                                                               | Chantal Cauquil            | Extrême gauche (LO)        | 131          | 0,44         |             |             |
|                                                               | Denise Deshayes            | Extrême droite (MNR)       | 123          | 0,41         |             |             |
|                                                               | Emmanuelle Castaing        | Extrême gauche (PT)        | 85           | 0,28         |             |             |
|                                                               | Aïcha Belhacene            | Divers (PRN)               | 68           | 0,23         |             |             |
|                                                               | Stéphane Rennesson         | Divers                     | 5            | 0,02         |             |             |
|                                                               |                            |                            |              |              |             |             |
| Inscrits                                                      | Inscrits                   | Inscrits                   | 49 775       | 100,00       | 49 766      | 100,00      |
| Abstentions                                                   | Abstentions                | Abstentions                | 19 575       | 39,33        | 21 491      | 43,18       |
| Votants                                                       | Votants                    | Votants                    | 30 200       | 60,67        | 28 275      | 56,82       |
| Blancs et nuls                                                | Blancs et nuls             | Blancs et nuls             | 279          | 0,92         | 752         | 2,66        |
| Exprimés                                                      | Exprimés                   | Exprimés                   | 29 921       | 99,08        | 27 523      | 97,34       |
| Source : Ministère de l'Intérieur et Le Monde du 11 juin 2007 |                            |                            |              |              |             |             |